# Corticaria maculosa
Corticaria maculosa is een keversoort uit de familie schimmelkevers (Latridiidae). De wetenschappelijke naam van de soort werd in 1858 gepubliceerd door Thomas Vernon Wollaston.